# Vaterland (1994)
Vaterland (englischer Originaltitel: Fatherland) ist ein Fernsehfilm des gleichnamigen Romans des englischen Autors Robert Harris durch Christopher Menaul, erschienen im Jahr 1994. Der für den Kabelsender Home Box Office (HBO) produzierte Film handelt von der Aufdeckung des industriell betriebenen Völkermords, unter anderem des Holocausts, in einer Welt, in der Deutschland den Zweiten Weltkrieg gewonnen hat. Vaterland kam nicht in die deutschen Kinos und wurde ab 1995 auf VHS vermarktet.

## Handlung
Deutschland bzw. Germanien im Jahre 1964 – nachdem Deutschland unter den Nationalsozialisten den Zweiten Weltkrieg gewonnen hat, da die von Joseph Kennedy geführten USA sich nicht eingemischt hatten, nachdem am D-Day der alliierte Angriff in der Normandie gescheitert war: Ein junger Kadett der als Polizei etablierten SS entdeckt in der Havel in Berlin die nackte Leiche eines Mannes, der später als der Parteifunktionär Josef Bühler identifiziert wird.
Mit den Ermittlungen in diesem Fall wird zunächst der Kriminalpolizist und SS-Sturmbannführer Xaver März (in der Romanvorlage „Xavier March“) betraut. Doch bald wird der Fall der Gestapo übergeben, da er die nationale Sicherheit des weiterhin einen Guerillakrieg gegen die von Stalin geleitete Sowjetunion führenden Nazideutschlands tangiert, dessen Führer Adolf Hitler Friedensgespräche mit Kennedy plant. Offiziellen Angaben zufolge handelt es sich bei den Tätern um eine Gruppe von Kunstschmugglern, die Kontakte in die Schweiz haben.
Charlotte „Charlie“ Maguire, die zu den amerikanischen Journalisten gehört, die erstmals ins Reich dürfen, erhält von einem Unbekannten einen Umschlag. Der Unbekannte will, dass sie sich mit einem NSDAP-Funktionär namens Stuckart in dessen Privatwohnung trifft. Als Charlie dort ankommt, findet sie den Mann tot im Bett mit einer Prostituierten auf.
Charlie Maguire wird von der SS aufs Revier gebracht, wo März sie verhört. März fährt mit Maguire zu der Wohnung des Toten, wo sie von der Gestapo überrascht werden, die März ruhighalten kann.
März trifft sich erneut mit Charlie, die ihm von dem Mann erzählt, der ihr den Umschlag gegeben hat. Darin befand sich nur ein großes Foto von einigen Personen. Auf dem Foto erkennen die beiden ein Gebäude am Wannsee, das mittlerweile als Blindenanstalt für Soldaten aus dem Russlandfeldzug dient. Der Leiter der Anstalt erzählt ihnen, dass während des Krieges Heydrich das Gebäude für eine Konferenz benutzte, die strengster Geheimhaltung unterlag.
März, der eine alte Bekannte im Reichsarchiv der Partei hat, lässt sich dort die Unterlagen geben und stellt fest, dass alle Teilnehmer der Konferenz inzwischen ermordet wurden – mit Ausnahme von Franz Luther.
März bittet Charlie nach dem Besuch im Archiv, Deutschland schnellstmöglich zu verlassen – zu ihrer eigenen Sicherheit. Kurz vor der Abreise erhält sie im Hotel einen Strauß Rosen mit einer Karte, der für sie abgegeben wurde. Auf der Karte bittet sie Franz Luther, sich mit ihm zu einer bestimmten Uhrzeit am Humboldt-Bahnhof in einem Zug zu treffen.
Luther erzählt ihr in der S-Bahn, dass er Dokumente besitzt, die das „größte Geheimnis“ des Krieges enthalten. Er erzählt ihr, dass alle, die in dieses Geheimnis eingeweiht waren, inzwischen von der Gestapo ermordet worden sind, und er der einzige noch Lebende dieses Kreises ist. Er bittet Charlie um ihre Hilfe bei der Flucht in die USA und übergibt ihr einen Umschlag, in dem alles Nötige für die Ausreisepapiere enthalten ist.
Als sie an der nächsten Station aussteigen, werden sie von der SS überrascht, die nun Luther durch den Bahnhof jagt. Als Luther in die Enge getrieben wird, zieht er eine Pistole, feuert und wird von einer Kugel tödlich getroffen.
März bringt Charlie zum Auto und will sie zum Flughafen bringen, doch Charlie will der Sache weiter nachgehen. März erpresst seinen Kollegen Günther mit dessen Vorliebe für kinderpornographisches Material, um an die Akten über Luther aus dem Archiv zu gelangen.
Die von Luther erhaltenen Dokumente führen Charlie zu Frau von Hagen, der Geliebten Luthers, mit der Luther zusammen fliehen wollte. Indem sie behauptet, in Luthers Auftrag zu kommen, gelingt es Charlie, Beweismaterial von Frau von Hagen zu erhalten. Von ihr erfährt Charlie auch endlich das Geheimnis, das Luther ihr nicht mehr verraten konnte: während des Krieges wurden in einer geplanten Aktion über sechs Millionen Juden sowie Zigeuner und Linke ermordet, wovon die Alliierten nie etwas erfahren haben.
Im Park sehen März und Charlie gemeinsam die Beweismittel durch und März, der im Krieg auf einem U-Boot stationiert war, wird mit der grausamen Wahrheit konfrontiert, sein ganzes Leben lang Verbrechern gedient zu haben. Er bittet Charlie, dem in Berlin eintreffenden Präsidenten Joseph P. Kennedy die Akten zu übergeben und sich nach der Übergabe wieder mit ihm im Park zu treffen. März lockt mit einem Telefonanruf seine Frau aus deren Wohnung, damit er allein mit seinem Sohn sprechen kann, den er mit in die Vereinigten Staaten nehmen will. Dieser benachrichtigt jedoch heimlich die Gestapo. März kann nach deren Erscheinen schwer verletzt entkommen und versucht, mit einem Fahrrad zum Treffpunkt zu gelangen.
Charlie zeigt dem amerikanischen Botschafter die Dokumente. Daraufhin gelingt es den beiden, den Konvoi Kennedys anzuhalten und dem Präsidenten die Unterlagen persönlich zu übergeben. Entsetzt von deren Inhalt bricht der Präsident seinen Besuch sofort ab.
März kann sich mit Mühe und Not zu einer Telefonzelle schleppen und ein letztes Gespräch mit seinem Sohn führen, der nun die Wahrheit erkennt. Kurz darauf stirbt März an seinen Verletzungen; Charlie wird im Park von der Gestapo verhaftet.
Im Schlusswort des Filmes erfährt man, dass Hitlers „Germanien“ ohne die Allianz mit Amerika schließlich am Partisanenkrieg gegen Sowjetrussland und Aufständen in ganz Europa wirtschaftlich zugrunde ging.

## Unterschiede zum Roman
Der Film weicht an sehr vielen Stellen von der Romanverlage ab.
- Im Film war der Krieg gegen die Westmächte 1945 zu Ende und nicht wie im Buch 1946.
- Das Deutsche Reich heißt in der deutschen Fassung „Germanien“, im Originalton „Greater German Reich“.
- Im Buch heißt es, dass ein Kalter Krieg zwischen Deutschland und den USA herrscht, da die Amerikaner die Atombombe und die Deutschen die neuartige „V-3“-Interkontinentalrakete haben. Im Film erfährt man, dass die Deutschen ebenfalls eine Atombombe haben, mit der sie London bedrohten.
- Charlie Maguire ist im Film gerade erst in Germanien angekommen, im Buch ist sie schon deutlich länger dort.
- Die Vornamen von zwei der drei Charaktere, deren Tod von der Hauptperson Xaver März untersucht wird, wurden im Film umbenannt. Der Wannseekonferenz-Teilnehmer Martin Luther heißt hier Franz Luther, und Wilhelm Stuckart wurde zu Walter Stuckart.
- Während im Buch Charlie die Unterlagen wohl in die USA schaffen und der Presse zuspielen kann, kommt es im Film zu einem indirekten Treffen mit Kennedy und anschließender Übergabe.
- Xaver März stirbt im Film an seinen Verletzungen, während der Roman andeutet, dass März, gestellt von seinen Verfolgern, die er weg von Charlie auf eine falsche Fährte geführt hat, Selbstmord begeht.
- Ebenso fehlt, dass Jäger ihn verraten hatte.
- Der Film trifft weltpolitische Schlussfolgerungen im Epilog. Im Roman wird der weitere Verlauf der Ereignisse nach der Aufdeckung nicht erzählt.

## Drehorte und Ausstattung
Der Film nutzte für die Darstellung des Handlungsortes Berlin Außenaufnahmen aus Prag, die mit Matte Paintings verfremdet wurden. Im Film zu sehen ist die von Albert Speer entworfene Große Halle und der 1925 von Hitler persönlich entworfene Triumphbogen über dem Brandenburger Tor.
Das Hotel Adlon im Film ist in Wirklichkeit das damalige Praha Penta Hotel, heute Hilton Prague Old Town.
In der Ausstattung ist die Produktion durch ihren gewählten Drehort Kompromisse eingegangen. Anstelle der in der Spielzeit des Films verwendeten und durch ihre lange Einsatzzeit weltbekannten Berliner S-Bahnen der Baureihen BR 477/877, die tatsächlich während des Zweiten Weltkrieges gebaut wurden, verwendete die Produktion leicht umgefärbte Züge der Baureihen ČSD M 240.0 aus der Tschechoslowakei der 1960er Jahre. Taxifahrer und die Gestapo fahren im Film Wagen der ostdeutschen Marke Wartburg, die ebenfalls in dieser Zeit gebaut wurden.

## Auszeichnungen
- Golden Globe im Jahr 1995 für Miranda Richardson, eine Nominierung für Rutger Hauer.
- Nominierungen für den Saturn Award und den Emmy Award im Jahr 1995.

## Kritik
„[…]. Die Inszenierung bleibt trotz guter Darsteller flach, die scharfe Kritik an den Methoden des Polizeistaats ist abgemildert, und das zentrale Motiv des Verrats erfährt nur noch Andeutungen.“ (Filmdienst).

## Buchvorlage
- Robert Harris: Fatherland. Hutchinson, London 1992, ISBN 0-09-174827-5 (englische Originalausgabe).
- Robert Harris: Vaterland. Thriller, übersetzt von Hanswilhelm Haefs. Heyne, München 1994, ISBN 3-453-07205-7.
- Robert Harris: Vaterland. Hörbuch. Drei mp3-CDs, 790 Minuten, ungekürzte Lesung, gelesen von Karlheinz Tafel. Random House Audio, Köln 2012, ISBN 978-3-8371-1602-1.